# Waldemar Schieber
Waldemar Schieber (* 13. Mai 1927 im niederschlesischen Doberschau, heute Teil der polnischen Gemeinde Chojnów; † 21. November 2023) war ein deutscher Hornist und Lehrer an der Hochschule für Musik „Felix Mendelssohn Bartholdy“ in Leipzig.

## Leben
Waldemar Schieber studierte bei Albin Frehse an der Hochschule für Musik in Leipzig und wirkte von 1956 bis 1961 als 3./1. Hornist, von 1961 bis 1992 als Solohornist des Gewandhausorchesters. Er trat in zahlreichen Konzerten als Solist auf. Von 1961 bis 1982 war er Mitglied des Gewandhaus-Bläserquintetts.
Waldemar Schieber unterrichtete von 1972 bis 1994 als Lehrer für Horn an der Hochschule für Musik „Felix Mendelssohn Bartholdy“ in Leipzig.
Zu seinen Schülern zählen Christian Kretschmar, Robinson Wappler, Berno Gorzny und Robert Ostermeyer.